# Back Door
Back Door war eine britische Jazzrock-Band, die zwischen 1971 und 1977 aktiv war. Das Trio, das eine eigenwillige Mischung zwischen Rock, Avantgarde Jazz und Blues spielte, fand auch deshalb Beachtung, weil scheinbar wesentliche, üblicherweise den Fusion-Sound dominierende Instrumente wie Gitarre und Keyboards fehlten.

## Geschichte
Back Door entstand 1971 in der britischen Provinz: Colin Hodgkinson und Ron Aspery suchten sich Schlagzeuger Tony Hicks, um neben ihrer Brotarbeit im Tanzorchester von Eric Delaney eigenen musikalischen Interessen nachzugehen. Sie traten regelmäßig in einem Pub The Lion Inn in Blakey Ridge in Yorkshire auf. Der Besitzer des Pub streckte die Finanzierung für die Produktion eines selbstbetitelten LP des Trios vor, die 1972 im Eigenverlag veröffentlicht wurde. Das Album wurde nach einer positiven Besprechung im Fachblatt New Musical Express auch in London vertrieben, wo es die Aufmerksamkeit von Pete King erregte. Er engagierte die Gruppe für zwei Wochen in Ronnie Scott’s Jazz Club, wo sie vor Chick Coreas Return to Forever spielten. Nach diesen Konzerten erhielt die Band einen Vertrag bei Warner Brothers, wo das erste Album nochmals erschien. Back Door landete beim Jazz Poll von Melody Makers hinter Soft Machine und Nucleus auf Platz drei.
Auf den beiden nächsten Alben wurde das Klangbild der Band, die durch die Virtuosität von Hodgkinson bestach, durch Gesang und Gastmusiker erweitert; Keyboarder McRae spielte 1974 auch einige Konzerte mit der Gruppe, etwa beim Montreux Jazz Festival 1974. Die Band fungierte als Vorgruppe für Miles Davis (auch in Frankreich)
und für Emerson, Lake & Palmer (in Nordamerika). Auf weiteren Touren durch Europa trat die Band gemeinsam mit Alexis Korner und dann in Nordamerika mit der J. Geils Band auf. Das Album Activate (1976) entstand ohne Gastmusiker, nur im (umbesetzten) Trio. 1977 löste sich die Gruppe auf, weil es keine regelmäßigen Auftrittsmöglichkeiten mehr gab.
1986 trafen sich die Gründungsmitglieder für ein Konzert im Ronnie Scott’s, an das sich eine kurze Englandtournee anschloss. 2003 nahm die Band ein weiteres Album, Askin’ the Way, auf und spielte einige Konzerte in Yorkshire; durch die Erkrankung und Ende 2003 den Tod von Aspery konnte es zu keinen großen Tourneen mehr kommen. 2005 wurden einige Konzerte, unter anderem auf dem Brecon Jazz Festival und dem Hull Jazz Festival mit Saxophonist Rod Mason gespielt.
Die Colin Hodgkinson Group mit Rod Mason und Drummer Paul Robinson, die 2008 das Album Backdoor Too! veröffentlichte, wird als Nachfolger der Band angesehen.

## Diskografie
- Back Door (1972)
- 8th Street Nites (1973)
- The Human Bed (1973–1974)[4]
- Another Fine Mess (1975)
- Activate (1976)
- Askin' the Way (2003)
- Vienna Breakdown: The Recordings 1971-76 (2025)